# The Four Horsemen (lucha libre)
The Four Horsemen fueron un stable de lucha libre profesional en la National Wrestling Alliance (NWA) y después en la World Championship Wrestling (WCW). El grupo original estaba integrado por Ric Flair, Ole, Arn Anderson y Tully Blanchard. Ric Flair y Arn Anderson fueron miembros constantes en cada formación del grupo excepto una tras una lesión de cuello de Arn Anderson, en la que fue reemplazado por Curt Hennig. 

## Historia

### Los Four Horsemen originales (1986–1987)
Los Four Horsemen fueron formados en enero de 1986 con Ric Flair, los primos en kayfabe de Ric Flair Ole y Arn Anderson y Tully Blanchard, con James J. Dillon como mánager. Ellos tuvieron una rivalidad con Dusty Rhodes (fracturándole tobillo y mano), Magnum T.A., Barry Windham, The Rock 'n' Roll Express (fracturándole la nariz a Ricky Morton), Nikita Koloff (fracturándole el cuello) y The Road Warriors. Dusty Rhodes, Animal, Hawk, Ronnie Garvin y muchos otros pelearon contra Ric Flair por el Campeonato Mundial Peso Pesado de la NWA. Ellos siempre tenían la mayoría de los títulos de la NWA, y usualmente se regodeaban de su éxito (en el ring y con mujeres) en sus entrevistas.
El nombre de The Four Horsemen no estaba planeado desde el comienzo. Debido a las limitaciones de tiempo de una grabación, la producción hizo una entrevista improvisada en la cual estaba Ric Flair, los Andersons, Tully Blanchard y James J. Dillon; ahora estaban unidos después de que Ole Anderson volvió y, junto a Ric Flair y Arn Anderson trataron de romperle la pierna a Dusty Rhodes durante un evento en el Omni Coliseum en Atlanta durante el verano de 1985. Fue durante esta entrevista que Arn dijo algo al efecto de: "La única vez que esta cantidad de estragos había sido causada por tan pocas personas, tienes que remontarte a los cuatro jinetes del Apocalipsis!". La comparación y el nombre quedaron. No obstante, Arn dijo en una entrevista que él, Flair y Blanchard estuvieron más cerca que nadie de lo que pudieran estar fuera del ring mientras estuvieran juntos. Ellos vivieron el gimmick fuera de la arena, ya que tomaban limosinas y jets juntos hacia las ciudades donde luchaban. Baby Doll fue la valet de Ric Flair por algunos meses de 1986, después de haber sido valet de Tully Blanchard en 1985.

### Lex Luger y Barry Windham (1987–1989)

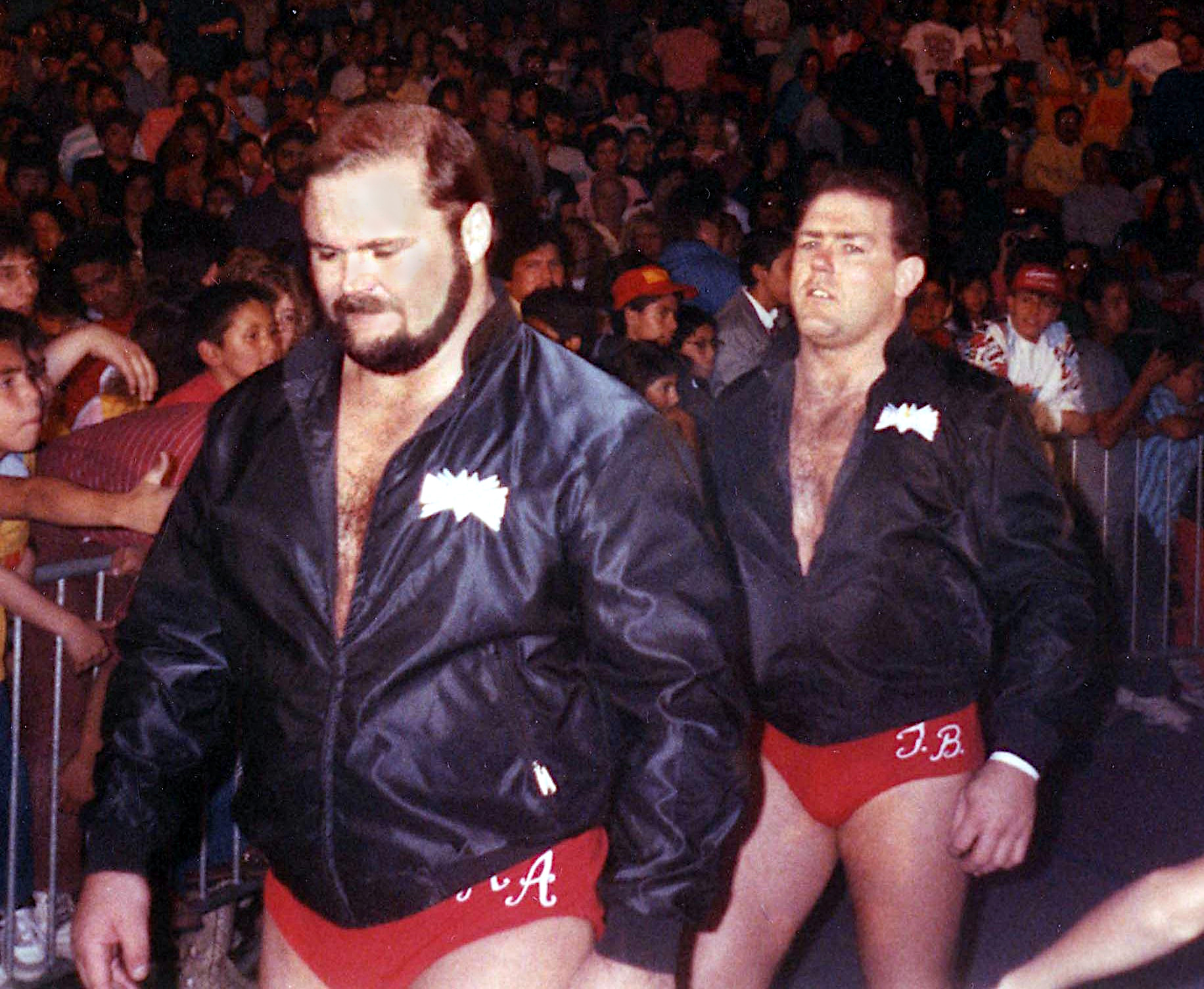
Arn Anderson (izq.) y Tully Blanchard, dos miembros fundadores de los Horsemen.

En febrero de 1987, el recién llegado a la WCW Lex Luger se hizo un miembro asociado del grupo después del que él expresó su deseo de convertirse en un Horseman. Los otros miembros empezaron a dejar a Ole Anderson fuera de sus asuntos, después de que él les costara a él mismo y a Arn Anderson el Campeonato Mundial en Parejas de la NWA en Starrcade en 1986 y, en algún momento Ole fue expulsado del grupo en favor de Lex Luger en marzo. El hecho de que Ole se perdió un show para mirar a su hijo Brian luchar fue usado en contra de Ole en la separación cuando Blanchard y Dillon cuestionaron la lealtad de Ole y Blanchard llamó a Brian un "chico mocoso."
Durante este tiempo, lucharon contra Rhodes, Nikita Koloff, The Road Warriors y Paul Ellering en una serie de luchas WarGames. Estos enfrentamientos fueron brutales y terminaron con los cinco miembros de cada equipo en la jaula en el final tratando de hacer a alguien rendirse. En el primer enfrentamiento Dillon sufrió una separación de hombro por un intento mal hecho de realizar el movimiento final de The Road Warriors, el Doomsday Device. Dillon cayó directamente sobre su brazo y hombro derecho y fue reemplazado en las luchas postereriores por el enmascarado War Machine, posteriormente más conocido como Big Bossman.
Luger fue luego expulsado de The Four Horsemen por culpar al mánager de los Horsemen, J.J. Dillon, de costarle el Campeonato de los Estados Unidos de la NWA cuando intentó ayudarlo a ganar mediante trampas, que se le volvieron en su contra, y en consecuencia, Luger no permitió que Dillon ganara el Bunkhouse Stampede, como los Horsemen habían acordado. En enero de 1988, se unió con Barry Windham para luchar contra los Horsemen. El equipo venció a Anderson y Blanchard por el Campeonato Mundial en Parejas de la NWA en el inaugural Clash of the Champions. En abril de 1988, Windham traicionó a Luger y tomó su lugar en los Horsemen durante una defensa del título ante Anderson y Blanchard. Esta alineación de los Horsemen en particular fue llamada la mejor en materia de luchadores técnicos. Fue en ese tiempo también cuando los Horsemen pudieron alzarse con todos los títulos de la NWA a la vez, siendo Flair Campeón Mundial Peso Pesado, Windham Campeón de los Estados Unidos y Arn & Tully Campeones Mundiales en Parejas.
En septiembre de 1988, Arn Anderson y Tully Blanchard dejaron la WCW para unirse a la WWF dejándole los títulos en parejas a último momento a The Midnight Express (Stan Lane & Bobby Eaton). Anderson y Blanchard fueron conocidos como "The Brain Busters" y tenían como mánager a Bobby "The Brain" Heenan.
Flair, Windham y Dillon continuaron llamándose "los Horsemen" y la NWA empezó a buscarles miembros nuevos. Butch Reed fue contratado para luchar combates teniendo a Dillon como mánager. En febrero de 1989, el hermano de Barry, Kendall Windham pareció unirse a ellos y hasta hizo los cuatro dedos (señal de los Horsemen) después de traicionar a Eddie Gilbert durante una lucha en parejas. Entonces, Dillon abandonó la WCW para tener un trabajo de oficina con la WWF, y ellos dejaron de usar el nombre de los Four Horsemen, contratando a Hiro Matsuda como nuevo mánager y cambiando su nombre a Yamazaki Corporation. Sus mayores enfrentamientos fueron contra Lex Luger, Eddie Gilbert, Ricky Steamboat y Sting y trataron de hacer todo lo posible para deshacerse de sus oponentes. Después de perder el Campeonato de los Estados Unidos de la NWA ante Lex Luger, Barry Windham se fue del grupo debido a una lesión (una mano rota que ocurrió en un enfrentamiento contra Luger en Chi-Town Rumble y requirió cirugía; esto lo habilitó a dejar la NWA y unirse a la WWF como "The Widowmaker"), Kendall no fue usado más que como un jobber y el grupo parecía una frágil cáscara de la unidad que lucía en papel cuando fue formado. Ellos añadieron a Michael Hayes después de la lesión de Barry y tuvieron una rivalidad con Luger pero el grupo nuevamente se separó cuando Hayes volvió a formar The Fabulous Freebirds en mayo y Matsuda dejó la NWA.
El concepto de los Horsemen ayudó a definir a la NWA durante la mitad y el final de la década de 1980. La ida de Anderson y Blanchard fue grande en su tiempo, la ida de Dillon y Windham no hizo más que empeorar las cosas para el grupo, y aunque se hicieron numerosas reuniones del grupo durante la próxima década, las cosas nunca fueron las mismas.

### Reformación; Sting y Sid Vicious (1989–1991)
Los Horsemen volvieron a formarse en diciembre de 1989 en la NWA. Flair, Arn Anderson, Ole Anderson y un rival de hace mucho tiempo, Sting formaron el grupo en una sorpresa inesperada. Tully Blanchard fue previsto para regresar también, pero falló una prueba de drogas mientras que aún estaba con la WWF. La WCW oyó hablar de esto y decidió no contratarlo. Se convirtieron en faces y tuvieron una rivalidad con la J-Tex Corporation de Gary Hart, con Terry Funk, The Great Muta, Buzz Sawyer y The Dragonmaster. A la culminación de esta rivalidad, el grupo volvió a ser heels, expulsando a Sting por atreverse a desafiar a Ric Flair por el Campeonato Mundial Peso Pesado de la NWA. "Sting, tú nunca fuiste un Horseman", Ric Flair diría luego en un spot televisivo. Woman pronto se convirtió en la mánager de Ric Flair. Tuvieron rivalidades con Luger, Sting, Rick Steiner, Scott Steiner y El Gigante durante este tiempo.
En mayo de 1990, Ole se convirtió en el mánager, Barry Windham volvió a la WCW y a los Horsemen, y Sid Vicious fue agregado para completar el grupo. Ellos tuvieron una rivalidad con Sting, Luger, los hermanos Steiner, Paul Orndorff y Junkyard Dog. A finales de 1990, Ole y Woman dejaron la NWA. Ted Turner había comprado Jim Crockett Promotions, la facción más grande de la NWA y la convirtió en World Championship Wrestling.
En octubre de 1990, se produjo otra leyenda de los Horsemen. El Campeón Mundial Peso Pesado de la NWA Sting estaba defendiendo su título contra Sid Vicious de los Horsemen en el evento Halloween Havoc. Durante la lucha, Sting y Vicious pelearon detrás de bastidores. Unos instantes más tarde, regresaron al ring. Sting intentó golpear a Sid, pero perdió el equilibrio y cayó a la lona con Sid encima de él. Vicious lo cubrió y se convirtió en el nuevo Campeón Mundial Peso Pesado. Se reveló, sin embargo, que los Horsemen habían atacado a Sting después de la trifulca en el backstage. Fue entonces que Barry Windham (disfrazado con la vestimenta y pintura facial de Sting) se insertó en lucha y dejó ganar a Vicious. El verdadero Sting apareció después de la cuenta de tres, lo que causó que la lucha sea reiniciada. El Sting real fue capaz de derrotar a Sid y retener el título.
La formación de los Horsemen de Flair, Anderson, Windham y Vicious finalmente se separó y tomaron sus propios caminos. En abril de 1991, Sid se fue a la WWF. Flair fue despedido de la WCW a finales de mayo y estuvo en la WWF para agosto. Windham fue parte de una doble traición en The Great American Bash poco después del despido de Flair, donde perdió ante Lex Luger en un combate por el vacante Campeonato Mundial Peso Pesado de la WCW (Windham se convirtió en face, Luger en heel). Anderson formó un equipo en parejas con Larry Zbyszko llamado The Enforcers y luego se convirtió en parte de The Dangerous Alliance dirigida por Paul E. Dangerously con Zbyszko, Rick Rude, Madusa, Bobby Eaton y Steve Austin.

### Three Horsemen (1993)
La próxima encarnación fue desde mayo a diciembre de 1993. Flair regresó de la WWF a la WCW para reunirse con Arn y prometieron una reunión de los Horsemen en el pay-per-view Slamboree. Paul Roma se convirtió en el tercer Horseman después de que Tully Blanchard y la WCW no pudieron acordar los términos para que regrese. Ole Anderson estaba en mano como el asesor del grupo pero hizo solo una aparición en A Flair for the Gold. Fueron faces otra vez y tuvieron rivalidades con Barry Windham y The Hollywood Blonds (Steve Austin y Brian Pillman). Este grupo finalizó debido al un incidente entre Arn Anderson y Sid Vicious durante una gira en octubre en Inglaterra, y Paul Roma traicionando a Erik Watts durante una lucha de equipos en parejas para unirse a Paul Orndorff como el equipo en parejas Pretty Wonderful.

### Reformación y rivalidad con nWo (1995–1997)
En 1995, Flair y Arn (volviendo a ser heels) estaban haciendo equipo con Vader para atormentar a Hulk Hogan y Randy Savage. Después de que Vader perdió ante Hogan en una lucha de jaula de acero en Bash at the Beach, Flair entró en la jaula y lo criticó. Vader se enfadó y atacó a Flair y Arn vino a su rescate. Esto condujo a una lucha en desventaja en Clash of the Champions XXXI, en la cual Vader derrotó al equipo de Flair y Arn. Flair y Arn comenzaron a discutir, ya que Arn sintió que siempre estaba haciendo el trabajo sucio de Flair; esa disputa llevó a un combate en Fall Brawl en 17 de septiembre de 1995 en Asheville, Carolina del Norte. Arn derrotó a Flair con la ayuda de Brian Pillman. Flair le rogó a Sting para ayudarlo contra ellos y aunque Sting no confiaba en Flair finalmente accedió. Flair terminó traicionándolo en Halloween Havoc para reformar a los Horsemen con Arn y Pillman. Ellos agregaron a Chris Benoit para completar el grupo. Esta versión de los Horsemen tuvo rivalidades con Hogan, Savage, Sting y Lex Luger. Flair finalmente tomó a Miss Elizabeth y Woman de Hogan y Savage, y ellas fueron sus valets por los próximos seis meses.
A principios de 1996, Pillman comenzó su infame storyline de "Loose Cannon" y comenzó una rivalidad con Kevin Sullivan. Él terminó dejando la WCW, yéndose a la ECW y finalmente a la WWF en febrero. En ruta hacia Uncensored los Horsemen brevemente unieron fuerzas con The Dungeon of Doom y formaron la Alianza para Terminar Hulkamania para batallar sus rivales mutuos Hulk Hogan y Randy Savage. Los dos stables fueron incapaces de coexistir y perdieron en la Tower of Doom Steel Cage. Los Horsemen estuvieron comprometidos luego en una breve rivalidad con The Dungeon of Doom, incluyendo una rivalidad con Sullivan y Benoit que se convirtió en una de las rivalidades más habladas de la historia de la lucha libre. En esta contienda, Woman, que en la vida real estaba casada con Sullivan, lo dejó por Benoit. Sin embargo, la vida imitó al arte y Woman realmente dejó a Sullivan por Benoit. Esta rivalidad se calentó y algunos de los combates fueron estilo shoot con los luchadores realizando técnicas de manera real y auténtica o incluso full contact, en lugar del típico estilo norteamericano de suavizar las maniobras.
En junio de 1996 en Great American Bash, el exjugador de fútbol americano Steve "Mongo" McMichael traicionó a su compañero Kevin Greene en una lucha y se unió a ellos. Durante esta lucha, la entonces esposa de McMichael Debra fue perseguida hacia la parte posterior por Woman y Elizabeth, pero más tarde volvió con ellos y con un maletín de acero, que entregó a su marido. Mongo lo abrió para revelar una camiseta de los Horsemen y dinero; después de pensarlo, cerró el maletín y golpeó a Greene con él, permitiendo a Flair cubrir a Greene. McMichael fue investido oficialmente como el cuarto Horseman y en el proceso dio al grupo otra valet en Debra. Los rumores decía que Debra y Woman no se llevaban bien detrás de las escenas. Esto fue referenciado en la TV, en donde ellas discutían constantemente, y Benoit y Mongo tenían que intervenir.
Cuando New World Order fue fundado al mes siguiente, los Horsemen se convirtieron en los de facto faces junto con el resto de la nómina de la WCW. En septiembre, Flair y Anderson se unieron a sus acérrimos rivales, Sting y Lex Luger, solo para ser derrotados por New World Order (Hogan, Scott Hall, Kevin Nash y un impostor Sting) en un WarGames match en Fall Brawl cuanto Luger fue forzado a rendirse por el impostor Sting con un «Scorpion Deathlock». Esto enfureció a Anderson, y él tuvo una rivalidad con Luger por el próximo mes. En octubre, se produjeron dos desarrollos que afectaron al grupo. En primer lugar, Jeff Jarrett regresó a la WCW de la WWF y expresó su deseo de unirse a los Horsemen. Él inmediatamente obtuvo un fan en Ric Flair, para el disgusto de los otros Horsemen. La siguiente semana, Miss Elizabeth anunció oficialmente que se había unido a nWo.
Flair finalmente dejó que Jarrett se uniera al grupo en febrero de 1997 pero los demás no lo querían allí. Jarrett comenzó a discutier con Mongo sobre la atención de Debra y en junio ganó el Campeonato de los Estados Unidos de Dean Malenko, con la ayuda de Eddie Guerrero; en julio fue expulsado del stable por Flair, quien ya tenía suficiente de la inestabilidad que la presencia de Jarrett había causado a los Horsemen. Sin embargo, en un movimiento inusitado de los Horsemen, Jarrett se le permitió abandonar al grupo por su propio pie, en lugar de recibir una paliza clásica de los Horsemen como era de esperarse. Él en algún momento tomó a Debra de Mongo, pero Mongo le quitó el Campeonato de los Estados Unidos a Jarrett. Hasta la fecha, entre los aficionados y miembros de los Four Horsemen, todavía hay debate si se debe considerar a Jarrett como un Horsemen. En su biografía, Arn Anderson afirmó que "Jeff Jarrett nunca fue un Horseman". Su "adhesión" y su salida fácil dejaron la situación ambigua.
Los Four Horsemen solían elegir a sus propios miembros, pero en aquel tiempo, la WCW llevaba a cabo un control extremo sobre los argumentos y esto puede haberlos obligaro a aceptar a un miembro para esos propósitos y no por elección. En agosto de 1997, Arn Anderson se retiró debido a una lesión de cuello/espalda que le impedía luchar. Curt Hennig tomó su lugar como "The Enforcer", el guardaespaldas del grupo. Al mes siguiente en Fall Brawl, Hennig traicionó a los Horsemen y se unió a nWo. El grupo se disolvió y cada uno tomaron sus propios caminos.

### La última encarnación (1998–1999)
La última encarnación llegó en septiembre de 1998. En la edición del 14 de septiembre de WCW Monday Nitro en Greenville, Carolina del Sur, Ric Flair regresó después de un paréntesis de estar en el ring tras un desacuerdo con el presidente de la WCW Eric Bischoff. Dean Malenko y Chris Benoit le preguntaron constantemente a Arn acerca de reformar a los Horsemen. Él siguió diciendo que no. James J. Dillon, quien trabajaba en las oficinas de la WCW, incluso hizo una petición. Arn finalmente cedió y reformaron a los Horsemen con Mongo, Flair y Arn quien era el mánager. Ellos reiniciaron su rivalidad con nWo y Eric Bischoff.
A principios de 1999, los Horsemen se volvieron heels otra vez. Mongo había abandonado recientemente del mundo de la lucha libre y quedaron Benoit, Malenko, Flair y Arn como mánager. También tenían un árbitro parcial, Charles Robinson, a quien los miembros de los Horsemen incluso se refirieron como "Little Nature Boy" (debido a su parecido a Flair). La enfermera personal de Flair, Double D (alias Asya), actuó como guardaespaldas del grupo y el hijo de Flair David Flair, luchó con ellos y vestía camisetas de los Horsemen aunque nunca fue un miembro oficial. Ric Flair, el presidente de la WCW (en pantalla) en este momento, le otorgó el Campeonato de los Estados Unidos y los Horsemen ayudaron a David a retenerlo. En algún momento, Benoit y Malenko lo dejaron en mayo en protesta por el egoísmo de Flair y se unieron a Shane Douglas y Perry Saturn para formar The Revolution, terminando así los Four Horsemen.

## Legado
Los Four Horsemen originales fueron innovadores en desarrollar y popularizar el concepto de stables heel. Según el comentarista Jim Ross como apareció en el DVD de 2007 sobre los Four Horsemen, si no fuera por los Horsemen, nunca habría habido un New World Order, una  Million Dollar Corporation o un Evolution.

### Team Package
En el 2000, los ex Horsemen Ric Flair y Lex Luger reunieron como un equipo en parejas heel en la WCW por primera vez en más de 12 años como Team Package después de haber antagonizado intermitentemente durante ese tiempo, dirigidos por Miss Elizabeth. Ellos principalmente tuvieron rivalidades con Hulk Hogan y Sting. Este equipo solo duraría hasta mayo, mientras que Vince Russo estaba en una rivalidad con los dos. Flair y Luger se reunirían una vez más a principios de 2001, cuando Luger se unió a stable de Flair The Magnificent Seven pocos meses antes de que la WCW fuera comprada por la WWF.

### Evolution
En 2003, rumores comenzaron a circular de que Ric Flair (en aquel tiempo trabajando para la World Wrestling Entertainment) iba a reformar a los Four Horsemen con Triple H, Randy Orton y Batista. Este grupo en algún momento fue formado, pero bajo el nombre de Evolution en vez de The Four Horsemen y con Triple H como el líder en lugar de Flair. Sirvieron la misma función que tenían el heel Horsemen originales, dominando los títulos de Raw y estando en pugna con los faces superiores de la marca. El grupo se disolvería lentamente entre agosto de 2004 y octubre de 2005. Orton fue expulsado del grupo después de que ganó el Campeonato Mundial Peso Pesado que Triple H codiciaba. En febrero de 2005, Batista dejó el grupo después de ganar la Royal Rumble, en una storyline en donde Triple H trató de proteger su título de Batista. Durante un tiempo libre que se tomó Triple H, Flair se volvió face, y en "Raw Homecoming", Triple H regresó como face, pero se volvió heel al final de la noche, golpeando a Flair en la cara con su mazo y terminando oficialmente Evolution. En el 15° aniversario de Raw, una reunión de Evolution como faces tuvo lugar, aunque el entonces heel Randy Orton se negó a participar y en su lugar desafió a las versiones face de Flair, Batista y Triple H a una lucha en la que hizo equipo con Edge y Umaga, y al mismo tiempo reformando Rated-RKO por una noche. En la edición del 31 de marzo de 2008 de Raw, Flair dio su discurso de despedida. Después, Triple H trajo a muchas superestrellas actuales y retiradas para dar las gracias a Flair por todo lo que había hecho, incluidos a los miembros de los Four Horsemen Arn Anderson, Tully Blanchard, Barry Windham, J.J. Dillon y Dean Malenko. Además, fue la noche en la cual Evolution volvieron a estar juntos en el ring, con la excepción de Randy Orton (quien se encontraba fuera del ring). Esto marcaría la última vez que ambos grupos estarían juntos en el ring. En el episodio del 14 de abril de 2014 de Raw, Triple H, Orton y Batista se reunieron como Evolution a tiempo completo, una vez más heels, para pelear contra The Shield.

### Fortune
Fortune fue un stable de lucha libre profesional en la Total Nonstop Action Wrestling, anunciado por Ric Flair el 17 de junio de 2010 como una versión "reformada" de los Four Horsemen. Ric Flair había estado libremente asociado a A.J. Styles, Desmond Wolfe, Beer Money, Inc. (James Storm & Robert Roode) y Kazarian desde el 5 de abril de 2010 y le anunció a cada uno de ellos y a cualquiera que quisiera unirse a Fortune (deletreado originalmente Fourtune) que tendría que ganarse su lugar en el stable. El 11 de julio en Victory Road, Styles y Kazarian se convirtieron en los primeros miembros oficiales de Fortune al derrotar a Samoa Joe y Rob Terry en una lucha en parejas. En la edición del 29 de julio de Impact!, Flair anunció que James Storm y Robert Roode habían ganado el derecho a convertirse en los dos miembros finales de Fortune. Sin embargo, en la edición del 12 de agosto de Impact! Douglas Williams, quien había ayudado a Flair a derrotar a su némesis Jay Lethal la semana anterior y Matt Morgan fueron añadidos a Fortune después de que el stable atacó a EV 2.0, un stable compuesto de antiguos luchadores de la Extreme Championship Wrestling. Fortune entonces se fusionó con el stable de Hulk Hogan y Eric Bischoff Immortal, pero los abandonaron meses más tarde, dividiéndose en dos facciones enemistadas. Ric Flair traicionaría a Fortune y siguió siendo asociado de Immortal.

### The Four Horsewomen
El stable fue invocado por los artes marciales mixtas Ronda Rousey, Shayna Baszler, Jessamyn Duke y Marina Shafir (Invicta Fighter), quienes se autodenominaron "The Four Horsewomen" en 2013, con la bendición de Anderson y Flair. Después de que Bethe Correia derrotara a Duke, levantó cuatro dedos y simbólicamente colocó uno. Ella hizo esto de nuevo después de vencer a Baszler. Como Shafir no está en la UFC, estas dos victorias establecieron el escenario para una pelea por el título de peso gallo entre ella y Rousey (el "Ric Flair of the Four Horsewomen") en el UFC 190. Rousey noqueó a Correia en 34 segundos.
Aunque solo era un denominativo, la reunión entre Charlotte, Becky Lynch, Sasha Banks y Bayley era considerada como The Four Horsewomen. En NXT TakeOver: Brooklyn, Bayley derrotó a Sasha, ganando el Campeonato Femenino de NXT. Al finalizar la lucha, Charlotte y Becky salieron a celebrar con Bayley y abrazar a Sasha. Curiosamente, Charlotte, Sasha y Bayley llegaron a ser Campeonas Femeninas de Raw; mientras que Becky fue Campeona Femenina de SmackDown.

## Miembros

### Principales

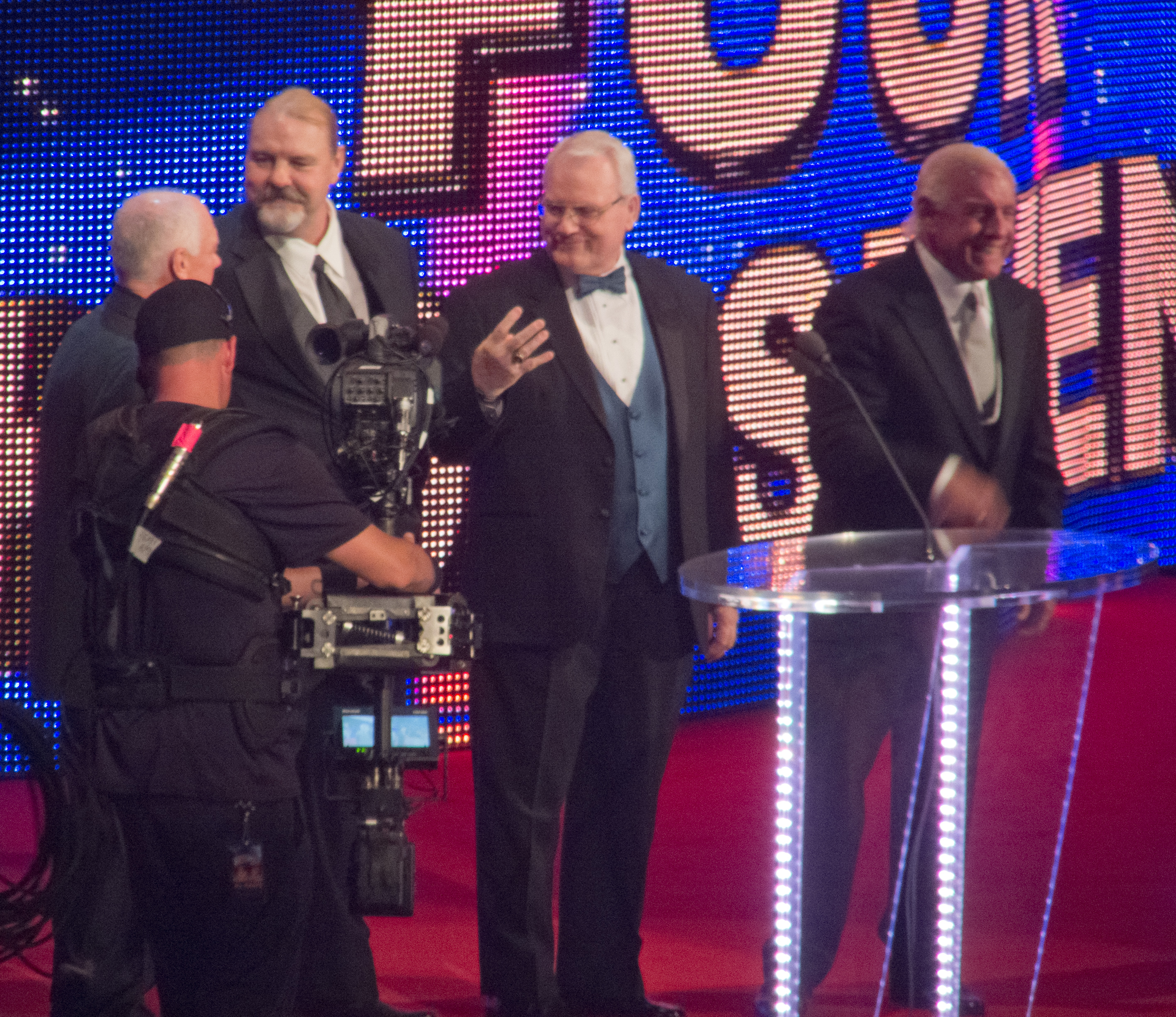
The Four Horsemen en la ceremonia del WWE Hall of Fame en 2012.

- Ric Flair (1986–1991, 1993–1997, 1998–1999) (líder)
- Arn Anderson (1986–1988, 1990–1997, 1998-1999)
- Ole Anderson (1986–1987, 1990, 1993)
- Tully Blanchard (1986–1988)
- James J. Dillon (1986–1989)
- Lex Luger (1987)
- Barry Windham (1988–1989, 1990–1991)
- Sting (1989–1990)
- Sid Vicious (1990–1991)
- Paul Roma (1993)
- Brian Pillman (1995–1996)
- Chris Benoit (1995–1997, 1998–1999)
- Steve "Mongo" McMichael (1996–1997, 1998–1999)
- Curt Hennig (1997)
- Dean Malenko (1998–1999)

### Miembros asociados
- War Machine (1987)
- Kendall Windham (1989)
- Butch Reed (1989)
- Michael Hayes (1989)
- David Flair (1999)

### Mánagers y valets
- James J. Dillon (mánager)
- Baby Doll (valet de Blanchard)
- Dark Journey (valet de Blanchard)
- Hiro Matsuda (mánager)
- Woman (valet de Ric Flair, y esposa y valet de Benoit)
- Fifi (mucama de Ric Flair durante el segmento A Flair for the Gold, interpretada por Wendy Barlow)
- Miss Elizabeth (valet de Ric Flair y de Chris Benoit)
- Debra McMichael (esposa y valet de Steve McMichael)
- Bobby Heenan (mánager durante una lucha en The Great American Bash en 1996)
- Charles Robinson (árbitro parcial de Ric Flair en 1999)
- Double D (enfermera de Ric Flair)
- Samantha / Torrie (valet de David Flair mientras él era miembro asociado de ellos)

## Encarnaciones

### Los Horsemen originales (1986–1989)
- Heels (1986–1987): Ric Flair, Ole Anderson, Arn Anderson, Tully Blanchard, Baby Doll (valet), James J. Dillon (mánager)
- Heels (1987): Ric Flair, Lex Luger, Arn Anderson, Tully Blanchard, Dark Journey (valet), James J. Dillon (mánager)
  - Miembros asociados: War Machine
- Heels (1988): Ric Flair, Barry Windham, Arn Anderson, Tully Blanchard, James J. Dillon (mánager) (grupo inducido al Salón de la Fama de la WWE en 2012)
- Heels (1988–1989): Ric Flair, Barry Windham, James J. Dillon (mánager)
  - Miembros asociados: Kendall Windham, Butch Reed

### Yamazaki Corporation (1989)
- Ric Flair, Barry Windham, Kendall Windham, Butch Reed, Hiro Matsuda (mánager)
- Ric Flair, Michael Hayes, Kendall Windham, Butch Reed, Hiro Matsuda (mánager)

### Reformación (1989–1991)
- Faces (1989–1990): Ric Flair, Ole Anderson, Arn Anderson, Sting
- Heels (1990–1991): Ric Flair, Barry Windham, Arn Anderson, Sid Vicious, Woman (valet), Ole Anderson (mánager)

### Reunión de los Horsemen (1993)
- Faces (1993): Ric Flair, Ole Anderson (solo por una noche), Arn Anderson, Paul Roma, Fifi (valet)

### Reformación y rivalidad con el nWo (1995–1997)
- Heels (1995–1996): Ric Flair, Arn Anderson, Brian Pillman, Chris Benoit, Woman (valet), Miss Elizabeth (valet), Bobby Heenan (mánager; solo por una noche)
- Tweeners (1996): Ric Flair, Arn Anderson, Chris Benoit, Woman (valet), Steve "Mongo" McMichael, Debra McMichael (valet), Miss Elizabeth (valet)
- Faces (1996–1997): Ric Flair, Arn Anderson, Chris Benoit, Woman (valet), Steve "Mongo" McMichael, Debra McMichael (valet)
  - Miembros asociados: Jeff Jarrett
- Faces (1997): Ric Flair, Curt Hennig, Chris Benoit, Steve "Mongo" McMichael

### Últimas encarnaciones (1998–1999)
- Tweeners (1998–1999): Ric Flair, Arn Anderson (mánager), Chris Benoit, Dean Malenko, Steve "Mongo" McMichael, James J. Dillon (mánager)
- Heels (1999): Ric Flair, Arn Anderson (mánager), Chris Benoit, Dean Malenko, Charles Robinson, Double D (valet)
  - Miembros asociados: David Flair y Samantha / Torrie (valet)

## Campeonatos y logros
- Jim Crockett Promotions / World Championship Wrestling

- NWA National Heavyweight Championship (1 vez) – Tully Blanchard
- NWA National Tag Team Championship (1 vez) – Ole & Arn Anderson
- NWA (Mid-Atlantic) / WCW United States Heavyweight Championship (5 veces) – Tully Blanchard (1 vez), Lex Luger (1 vez), Barry Windham (1 vez), Ric Flair (1 vez), Steve McMichael (1 vez)
- NWA World Heavyweight Championship (6 veces) – Ric Flair
- NWA (Mid-Atlantic) / WCW World Tag Team Championship (4 veces) – Arn Anderson & Tully Blanchard (2 veces), Arn Anderson & Paul Roma (1 vez), Chris Benoit & Dean Malenko (1 vez)
- NWA / WCW World Television Championship (8 veces) – Tully Blanchard (3 veces), Arn Anderson (4 veces), Barry Windham (1 vez)
- WCW World Heavyweight Championship (8 veces) – Ric Flair

- Pro Wrestling Illustrated

- Ric Flair fue situado en el #2 de los 500 mejores luchadores de los PWI Years en 2003.
- PWI Luchador del Año – Ric Flair (1985, 1986, 1989)
- PWI Feudo del Año – Four Horsemen vs. The Super Powers y The Road Warriors (1987), Ric Flair vs. Lex Luger (1988), Ric Flair vs. Terry Funk (1989), Ric Flair vs. Lex Luger (1990)
- PWI Lucha del Año – Ric Flair vs. Dusty Rhodes (1986), Ric Flair vs Ricky Steamboat (1989)
- PWI Luchador Más Odiado del Año – Ric Flair (1987)
- PWI Mánager del Año – James J. Dillon (1988)

- WWE

- WWE Hall of Fame (2012) - Ric Flair, Arn Anderson, Tully Blanchard, Barry Windham y James J. Dillon.

- Wrestling Observer Newsletter

- Luchador del Año – Ric Flair (1985, 1986, 1989, 1990)
- Luchador Más Sobresaliente – Ric Flair (1986, 1987, 1989)
- Feudo del Año – Ric Flair vs. Terry Funk (1989)
- Mejor en Entrevistas – Arn Anderson (1990), Ric Flair (1991, 1994)
- Más Carismático – Ric Flair (1993)
- Lucha del Año – Ric Flair vs. Barry Windham (1986), Ric Flair vs. Sting (1988), Ric Flair vs. Ricky Steamboat (1989)
- Mejor Heel – Ric Flair (1990)
- Luchador Favorito de los Lectores – Ric Flair (1985–1993)

## Libros
- Anderson, Arn (1999). Arn Anderson 4 Ever: A Look Behind the Curtain. Ardmore, PA: Dreamcatchers Group. ISBN 0-9663246-0-9. OCLC 42269116.
- Anderson, Ole; Scott Teal (2003). Inside Out: How Corporate America Destroyed Professional Wrestling. Hendersonville, TN: Crowbar Press. ISBN 0-9745545-0-2. OCLC 54615885.
- Borden, Steven "Sting"; George King (2004). Sting: Moment of Truth. Nashville, TN: J. Countryman. ISBN 1-4041-0211-6. OCLC 57342709.
- Dillon, James J; Scott Teal & Philip Varriale (2005). «Wrestlers Are Like Seagulls: From McMahon to McMahon». 2005 (Hendersonville, TN: Crowbar Press). ISBN 0-9745545-2-9. OCLC 62596130.
- Flair, Ric; Keith Elliot Greenberg, Mark Madden (ed.) (2005). Ric Flair: To Be the Man. Nueva York: Pocket Books. ISBN 0-7434-9181-5. OCLC 60523429.

## Videos
- Ric Flair & The Four Horseman. Stamford, Conn: WWE Home Video. 2007. OCLC 144971907.
- The Ultimate Ric Flair Collection. WWE Home Video. 2003.
- Hard Knocks: The Chris Benoit Story. WWE Home Video. 2004.
- Brian Pillman: Loose Cannon. WWE Home Video. 2006.
- The Greatest Wrestling Stars of the 80's. WWE Home Video. 2006.